# Grönlands herrlandslag i handboll
Grönlands handbollslandslag representerar Grönland i handboll. Det administreras av Grønlands Håndbold forbund, som sedan slutet av 1990-talet är medlem i IHF. VM-debuten kom 2001 i Frankrike.

## Resultat i stora mästerskap

### Herrar
- VM i handboll
  - 2001: 20:e plats
  - 2003: 24:e plats
  - 2007: 22:a plats

- Pan-Amerikanska mästerskapet i handboll
  - 1998: 5:e plats
  - 2000: 5:e plats
  - 2002: Brons
  - 2004: 6:e plats
  - 2006: Brons
  - 2008: 5:e plats